# تود لاسانس
تود لاسانس (بالإنجليزية: Todd James Lasance)‏ هو ممثل أسترالي، ولد في 18 فبراير 1985 بنيوكاسل في أستراليا. بدأ مشواره المهني سنة 2005.

## أعمال

### أفلام
- (2008) ذهب الأبله[4]

## وصلات خارجية
- تود لاسانس على موقع IMDb (الإنجليزية)
- تود لاسانس على موقع ألو سيني (الفرنسية)
- تود لاسانس على موقع أول موفي (الإنجليزية)
- تود لاسانس على موقع قاعدة بيانات الفيلم (الإنجليزية)
- تود لاسانس على موقع كينوبويسك (الروسية)